# نگهبانان کهکشان بخش ۲
نگهبانان کهکشان بخش ۲ (به انگلیسی: Guardians of the Galaxy Vol. 2) یک فیلم ابرقهرمانی آمریکایی به نویسندگی و کارگردانی جیمز گان است، که بر اساس مجموعه کتاب‌های مصوری به همین نام از شرکت مارول کامیکس ساخته شده است و مارول استودیوز به عنوان تهیه‌کننده و استودیو سینمایی والت دیزنی وظیفهٔ توزیع این اثر را برعهده داشتند. نگهبانان کهکشان بخش ۲ به عنوان پانزدهمین فیلم در دنیای سینمایی مارول به‌شمار می‌رود و دنباله‌ای بر فیلم نگهبانان کهکشان در سال ۲۰۱۴ محسوب می‌شود. در این فیلم بازیگرانی همچون کریس پرت، زویی سالدانیا، دیوید باتیستا، وین دیزل، بردلی کوپر، مایکل روکر، کارن گیلان، سین گان، الیزابت دبیکی، پام کلمنتیئف و کرت راسل ایفای نقش می‌کنند.
فیلم‌برداری نگهبانان کهکشان بخش ۲ از فوریه ۲۰۱۶ در استودیوهای پاین‌وود واقع در شهرستان فایت، جورجیا آغاز شد و در ۵ مه ۲۰۱۷ به صورت سه‌بعدی و آی‌مکس به نمایش درآمد.
نگهبانان کهکشان بخش ۲ توانست بیش از ۸۶۳ میلیون دلار در سراسر جهان فروش داشته باشد که آن را به هشتمین فیلم پرفروش ۲۰۱۷ و ۱۸امین فیلم پرفروش ابرقهرمانی تبدیل می‌کند.

## داستان
در سال ۲۰۱۴، پیتر کوییل، گامورا، دراکس، راکت و بیبی گروت به عنوان نگهبانان کهکشان شناخته می‌شوند. کشیش اعظم آییشا از نژاد ساورین، از آن‌ها می‌خواهد تا در برابر هیولایی بین‌بعدی به نام ابیلیسک از باتری‌های آنولاکس محافظت کنند؛ در ازای آن، نگهبانان خواهر گامورا، یعنی نبولا را تحویل می‌گیرند که در حال دزدی از ساورین‌ها دستگیر شده است. اما پس از آنکه راکت باتری‌ها را برای خودش می‌دزدد، ساورین‌ها با ناوگان پهپادی به کشتی نگهبانان حمله می‌کنند. فردی ناشناس این پهپادها را نابود می‌کند و نگهبانان بر روی سیاره‌ای به نام برهرت سقوط می‌کنند. این فرد خود را ایگو، پدر کوییل، معرفی کرده و خدمتکار همدل و ساده‌دل خود، مانتیس را نیز به آن‌ها معرفی می‌کند. ایگو پیتر، گامورا و دراکس را به سیارهٔ خانگی خود دعوت می‌کند و راکت و گروت برای تعمیر کشتی و مراقبت از نبولا باقی می‌مانند.
آییشا، یاندو و گروهش را استخدام می‌کند تا نگهبانان را دستگیر کنند. یاندو پیش‌تر به‌خاطر قاچاق کودکان از جامعهٔ اصلی غارتگران طرد شده است. گروه او راکت را دستگیر می‌کنند، اما زمانی که یاندو برای تحویل کوییل، که مانند پدر از او مراقبت کرده، تردید نشان می‌دهد، معاونش کراگلین نسبت به بی‌طرفی‌اش اعتراض می‌کند و تیزرفیس، یکی دیگر از افراد، شورش به‌پا می‌کند و با کمک نبولا به یاندو شلیک می‌کند. تیزرفیس وفاداران به یاندو را اعدام کرده و او را به‌همراه راکت زندانی می‌کند. نبولا برای یافتن و کشتن گامورا می‌رود. کراگلین که از کار خود پشیمان شده، به گروت کمک می‌کند تا یاندو و راکت را آزاد کند. آن‌ها هنگام فرار، کشتی را منفجر می‌کنند و تیزرفیس پیش از مرگ، ساورین را از ماجرا باخبر می‌سازد.
ایگو که یک آسمانی‌تبار با توانایی تغییر ماده و ساخت سیارهٔ خانگی خود است، برای یافتن معنا به جهان سفر کرده و در نهایت عاشق مردیت کوییل، مادر پیتر، شده است. او پس از مرگ مردیت، از یاندو خواسته بود تا پیتر را نزدش بیاورد، اما یاندو او را تحویل نداد. ایگو قدرت آسمانی را به پیتر آموزش می‌دهد و در همین حین، مانتیس که به دراکس نزدیک شده، می‌کوشد از نقشه‌های ایگو پرده بردارد. نبولا نیز به سیارهٔ ایگو رسیده و پس از درگیری با گامورا، با او آشتی می‌کند و در نهایت با هم استخوان‌های اجساد کودکان را در غاری کشف می‌کنند. ایگو سپس شست‌وشوی مغزی پیتر را آشکار می‌سازد و فاش می‌کند که در هزاران سیاره بذرهایی برای زمینی‌سازی کاشته و تنها با قدرت دو آسمانی‌تبار می‌توان آن‌ها را فعال کرد. او اعتراف می‌کند که فرزندان بی‌شماری داشته، اما همه را به‌جز پیتر کشته، چون قدرت آسمانی نداشتند. زمانی که مشخص می‌شود ایگو عمداً برای مردیت تومور مغزی ایجاد کرده، پیتر با خشم از شست‌وشوی ذهنی بیرون می‌آید و با ایگو مبارزه می‌کند. ایگو سپس از انرژی پیتر برای فعال کردن بذرها استفاده می‌کند و این بذرها شروع به بلعیدن سیارات می‌کنند.
راکت، یاندو، گروت و کراگلین با کمک مانتیس، دراکس، نبولا و گامورا پیتر را نجات می‌دهند. گروه برای نابودی ایگو به مغز سیاره می‌روند. یاندو فاش می‌کند که پیتر را نگه داشته بود تا از ایگو در امان بماند. پهپادهای ساورین دوباره حمله می‌کنند و راکت با باتری‌های دزدی یک بمب می‌سازد که گروت در مغز سیاره کار می‌گذارد. پیتر با قدرت تازه‌اش با ایگو می‌جنگد تا حواس او را پرت کند و بقیه فرار کنند. بمب منفجر شده و ایگو و سیاره نابود می‌شود، اما پیتر قدرت آسمانی‌اش را نیز از دست می‌دهد. یاندو جان خود را فدا می‌کند تا پیتر را از خلأ نجات دهد. با وجود آشتی با گامورا، نبولا تصمیم می‌گیرد دوباره به جستجوی تانوس برود. نگهبانان، با مانتیس به عنوان عضو جدید، مراسم خاک‌سپاری یاندو را برگزار می‌کنند و ناوگان‌های غارتگر که از فداکاری او آگاه شده‌اند، به نشانهٔ احترام بازمی‌گردند.
در صحنه‌های میانی و پس از تیتراژ: کراگلین کنترل فلش یاندو را به‌دست می‌گیرد؛ اگورد با هم‌تیمی‌های سابق و کاپیتان‌های غارتگر دوباره متحد می‌شود؛ آییشا موجودی مصنوعی به نام آدام وارلاک خلق می‌کند تا نگهبانان را نابود کند؛ و گروت به نوجوانی رشد می‌یابد.

## نقش‌ها و شخصیت‌ها
- کریس پرت در نقش پیتر کوئیل / استار لرد
- زویی سالدانا در نقش گامورا
- دیوید باتیستا در نقش دراکس
- وین دیزل صداپیشه گروت
- بردلی کوپر صداپیشه راکت
- مایکل روکر در نقش یاندو
- کارن گیلان در نقش نبیولا
- پام کلمنتیئف در نقش مانتیس
- الیزابت دبیکی در نقش آیشا
- شان گان در نقش کراگلین
- سیلوستر استالونه در نقش استاکار
- کرت راسل در نقش ایگو
- مایکل روزنبام در نقش مارتینکس
- وینگ ریمز در نقش چارلی ۲۷
- میشل یئو در نقش آلتا
- لارا هادوک در نقش مردیث
- ست گرین صداپیشه هاوارد
- استیون بلکهارت در نقش
- تامی فلاناگان در نقش تولک
- مایلی سایرس صداپیشه مینفریم